# Арнаутов, Роман Степанович
Роман Степанович Арнаутов — советский политический деятель, депутат Верховного Совета СССР 1-го созыва (1938—1946).

## Биография
Родился в 1900 году в ныне исчезнувшем селе Болгарщина (ныне в черте города Старый Крым) Феодосийского уезда Таврической губернии (ныне Кировского района Республики Крым) в крестьянской болгарской семье. Председатель колхоза «Организованный труд» Кировского района Крымской АССР. С 1938 года работал заведующим Кировским районным земельным отделом Крымской АССР.

### Политическая деятельность
Был избран депутатом Верховного Совета СССР 1-го созыва от Крымской АССР в Совет Национальностей в результате выборов 12 декабря 1937 года.

## Преследование
Проживал в оккупированном немецко-фашистскими захватчиками Крыму. В 1944 году был арестован, осуждён на пять лет. В 1949 году приговорён к спецпоселению в Тюменской области. Освобождён в 1953 году.
После освобождения — председатель колхоза в селе Мелехино Бердюжского района Тюменской области.